# علي كريملي
علي كريملي (بالأذرية: Əli Kərimli)‏ اسمه علي أمير حسين أوغلو كريموف (بالأذرية: Əli Əmirhüseyn oğlu Kərimov)‏ (من مواليد 28 أبريل 1965) سياسي أذربيجاني ورئيس الجناح الإصلاحي لحزب الجبهة الشعبية الأذربيجانية.
ولد كريملي في منطقة مقاطعة ساتلي بجنوب شرق أذربيجان. في عام 1985، وبعد الخدمة العسكرية في الجيش السوفيتي البري، درس القانون في جامعة باكو الحكومية وخلال دراسته أسس وترأس حركة يورد (الوطن) التي دعمت الإصلاحات الديمقراطية. في نوفمبر 1988، نظمت يورد، بدعم من المثقفين، اجتماعات طلابية في باكو للاحتجاج على النظام الشيوعي. تم استخدام وحدات خاصة من الأجهزة الأمنية لقمع المظاهرات. مثل القوميين الأذربيجانيين الآخرين، غير كريموف اسمه بمحي النهاية الروسية -ov وأصبح علي كريملي.
في يناير 1992، تم انتخابه نائبا لرئيس المجلس الأعلى لل الجبهة. في أبريل 1993، عُين رئيس الجبهة الشعبية الأذربيجانية وعينه رئيس أذربيجان أبو الفضل إلجي بيك (أول رئيس منتخب لأذربيجان بعد تفكك الاتحاد السوفيتي) وزيرًا للخارجية.
بعد الانقلاب العسكري في صيف عام 1993 الذي أوصل حيدر علييف إلى السلطة، قدم كريملي استقالته. في عام 1995، تمت إعادة تسمية الجبهة باسم حزب الجبهة الشعبية الأذربيجانية، مع بقاء أبو الفضل إلجي بيك رئيسًا لها. من عام 1995 حتى عام 2000، كان كريملي مساعد أول إلجي بيك. في الانتخابات البرلمانية عامي 1995 و2000، تم انتخابه أيضًا عضوًا في البرلمان. في عام 2000، بعد وفاة إلجي بيك، انقسمت الجبهة إلى أجنحة «محافظة» و«إصلاحية». أصبح كريملي رئيس «الإصلاحيين»، الذي كان يتألف في الغالب من نشطاء سابقين من حزب يورد.
منذ 2003، دعا كريملي إلى إنشاء كتلة من أحزاب المعارضة. في ربيع عام 2005، وفي ظل مبادرة كريملي، تم إنشاء كتلة (Azadıq) من ثلاثة أحزاب، تضم -الإصلاحيين، وحزب المساواة (موسافات) والحزب الديمقراطي.
نشط كريملي في تنظيم الاحتجاجات التي هزت باكو منذ مارس 2011، كجزء من الربيع العربي. وقد تم استجوابه لمدة ثماني ساعات من قبل مكتب النائب العام ذاكر قارالوف في 16 أبريل / نيسان على خلفية الاحتجاجات.
في أبريل 2016، بعد أن انتقد كريملي الحكومة الأذربيجانية بسبب أفعالها خلال الاشتباكات الأرمنية - الأذربيجانية لعام 2016، أصبح موضوعًا لسلسلة من الاحتجاجات (آخرها الذي نُظم في 12 أبريل أمام منزل كريملي)، يُزعم أنه تم تنظيمه من قبل السلطات. كما طالب المتظاهرون بنفيه من البلاد. وفقا لمحامي حقوق الإنسان انتغام علييف، فإن الهجمات ضد كريملي تحول الانتباه ببساطة عن قضايا مهمة حقا وتقنيات اختبار لتشتيت غضب الناس المبرر الناجم عن العواقب الوخيمة لقرارات خاطئة.

## نقد
اتهم رازي نورولاييف، النائب السابق لرئيس حزب الجبهة الشعبية الأذربيجاني، علي كريملي بتوجيه تعليمات لأعضاء الحزب لإنشاء مئات من الحسابات الشخصية المزيفة على فيسبوك وطالب علي كريملي بالكشف عن مصدر الدعم المالي لتعليم ابنه في جامعة بريستول.
تعرض ابنه تركل كريملي لانتقادات في وسائل الإعلام المحلية لكونه يعيش حياة مترفة وخالية من الهموم في أندية لندن باهظة الثمن.